# Склонност за потвърждаване
Склонност за потвърждаване (на английски: confirmation bias) е стремежът да се търси, тълкува, предпочита и припомня информация по начин, който потвърждава или подкрепя предишни убеждения или ценности. Хората проявяват това пристрастие, когато избират информация, която подкрепя техните възгледи, пренебрегвайки противоположната информация, или когато тълкуват двусмислени доказателства като подкрепящи съществуващите им нагласи. Ефектът е най-силен при желани резултати, при емоционално натоварени въпроси и при дълбоко вкоренени убеждения. Пристрастието към потвърждаване не може да се елиминира напълно, но може да се управлява, например чрез образование и обучение в умения за критично мислене.
Склонността към потвърждаване е широкообхватна конструкция, която включва редица обяснения. Пристрастното търсене на информация, пристрастното интерпретиране на тази информация и пристрастното извикване на информация в паметта се използват за обяснение на четири специфични ефекта: 
1. поляризация на нагласите (когато разногласията стават по-крайни, въпреки че различните страни са изложени на едни и същи доказателства);
2. устойчивост на убежденията (когато убежденията се запазват, след като доказателствата за тях се окажат неверни);
3. ирационален ефект на първичността (по-голямо доверие в информацията, срещната в началото на поредицата);
4. илюзорна корелация (когато хората погрешно възприемат връзка между две събития или ситуации).

Поредица от психологически експерименти през 60-те години на миналия век показват, че хората са склонни да потвърждават съществуващите си убеждения. По-късно тези резултати бяха интерпретирани като склонност към едностранчиво тестване на идеи, фокусиране върху една възможност и пренебрегване на алтернативите. Като цяло настоящите обяснения на наблюдаваните пристрастия разкриват ограничените човешки възможности за обработка на пълния набор от налична информация, което води до невъзможност за неутрално и научно изследване.
Погрешни решения, дължащи се на склонност към потвърждаване, са открити в политически, организационен, финансов и научен контекст. Тези предразсъдъци допринасят за прекомерна увереност в личните убеждения и могат да поддържат или укрепват убежденията в лицето на противоположни доказателства. Например предубеждението за потвърждение води до систематични грешки в научните изследвания, основани на индуктивни разсъждения (постепенно натрупване на подкрепящи доказателства). По подобен начин полицейският детектив може да идентифицира заподозрян в началото на разследването, но след това може да търси само потвърждаващи, а не опровергаващи доказателства. Практикуващият лекар може преждевременно да се съсредоточи върху определено разстройство в началото на диагностичния преглед и след това да търси само потвърждаващи доказателства. В социалните медии пристрастието към потвърждение се засилва чрез използването на филтърни балони или „алгоритмично редактиране“, които показват на хората само информация, с която те вероятно ще се съгласят, като изключват противоположните мнения.

## Определение и контекст
Склонността към потвърждаване - израз, въведен от английския психолог Питър Уейсън - е тенденцията хората да предпочитат информация, която потвърждава или засилва техните убеждения или ценности и която е трудно да бъде отхвърлена, след като веднъж е потвърдена. Пристрастието към потвърждение е пример за когнитивно пристрастие.
Пристрастието към потвърждаване (или потвърждаващо пристрастие) се нарича още пристрастие към собствената позиция. Използван е и терминът „пристрастие към конгениалността”.
Пристрастията към потвърждение са ефекти при обработката на информация. Те се различават от това, което понякога се нарича поведенчески ефект на потвърждението, известен като самоизпълняващо се пророчество, при който очакванията на човека оказват влияние върху собственото му поведение, което води до очаквания резултат.
Някои психолози ограничават термина „пристрастие към потвърждение“ до избирателно събиране на доказателства, които подкрепят това, в което човек вече вярва, като същевременно игнорира или отхвърля доказателства, които подкрепят различно заключение. Други прилагат термина в по-широк смисъл за тенденцията да се запазят съществуващите убеждения при търсене на доказателства, тълкуването им или припомнянето им от паметта.
Пристрастието към потвърждаване е резултат от автоматични, непреднамерени стратегии, а не от умишлена измама. Пристрастието към потвърждаване не може да бъде избегнато или елиминирано изцяло, а само управлявано чрез подобряване на образованието и уменията за критично мислене.
Пристрастието към потвърждение е широка конструкция, която има редица възможни обяснения, а именно: проверка на хипотези чрез опровергаване, проверка на хипотези чрез положителна тестова стратегия и обяснения за обработка на информацията.

## Видове склонности за потвърждаване

### Пристрастно търсене на информация
Експерименти многократно са установявали, че хората са склонни да проверяват хипотези по едностранен начин, като търсят доказателства, съответстващи на текущата им хипотеза. Вместо да търсят всички релевантни доказателства, те формулират въпросите така, че да получат утвърдителен отговор, който подкрепя тяхната теория. Те търсят последствията, които биха очаквали, ако хипотезата им е вярна, вместо това, което би се случило, ако тя е невярна. Например някой, който използва въпроси от типа „да/не“, за да открие число, за което подозира, че е числото 3, може да попита: „Нечетно число ли е?“. Хората предпочитат този тип въпроси, наречени „положителен тест“, дори когато отрицателен тест, например „Четно число ли е?“, би дал абсолютно същата информация. Това обаче не означава, че хората търсят тестове, които гарантират положителен отговор. В проучвания, в които изследваните лица могат да избират или такива псевдотестове, или истински диагностични такива, те предпочитат истински диагностичните.
Предпочитанието към положителните тестове само по себе си не е предубеждение, тъй като положителните тестове могат да бъдат много информативни. Въпреки това, в комбинация с други ефекти, тази стратегия може да потвърди съществуващи убеждения или предположения, независимо от това дали са верни. В реални ситуации доказателствата често са сложни и смесени. Например различни противоречиви идеи за някого биха могли да бъдат подкрепени, като се концентрират върху един аспект от неговото поведение. По този начин всяко търсене на доказателства в полза на дадена хипотеза вероятно ще бъде успешно. Една от илюстрациите за това е начинът, по който формулировката на един въпрос може значително да промени отговора. Например хората, които са попитани: „Доволни ли сте от социалния си живот?“, съобщават за по-голяма удовлетвореност, отколкото тези, които са попитани: „Недоволни ли сте от социалния си живот?“.